# Albert Henry Mowbray
Albert Henry Mowbray (* 30. März 1881 in San Francisco; † 7. Januar 1949 in Berkeley) war ein US-amerikanischer Wirtschaftswissenschaftler.

## Herkunft, Familie und Beruf
Albert H. Mowbray wurde am 30. März 1881 in San Francisco als Sohn von Robert H. Mowbray und Julia Brown geboren. Er hatte zwei jüngere Schwestern, Emma Frances und Jeannette. Er war verheiratet mit Elizabeth Gray und hatte zwei Kinder, eine Tochter Mary Elizabeth Mowbray und einen Sohn Albert Gray Mowbray.
Mowbray studierte an der University of California und erlangte dort 1904 seinen Abschluss als Bachelor of Arts mit besonderen Leistungen in Mathematik und Physik. Kurz darauf begann er, in der versicherungsmathematischen Abteilung der New York Life Insurance Company zu arbeiten. Bis 1923 hatte er hauptsächlich an der Ostküste der Vereinigten Staaten verschiedene Stellen in Versicherungsunternehmen inne, so war er von 1907 bis 1908 Aktuar beim North Carolina Insurance Department und von 1908 bis 1910 beim California Department of Insurance. Von 1910 bis 1911 war er als Berater und Dozent an der University of California angestellt, wo er Mathematik und Versicherungswesen lehrte. Ab Anfang 1913 war er Aktuar bei der Massachusetts Employees Insurance Association, die spätere Liberty Mutual Insurance Company, bei der er Geschäftsführer und später Vizepräsident wurde. 1918 wurde er für ein Jahresgehalt von $ 6.000 als Chefaktuar von der State Industrial Commission in New York berufen.
Inzwischen Aktuar beim National Council on Workmen’s Insurance, der zentralen Körperschaft zur Festlegung von Versicherungstarifen in den Vereinigten Staaten, trat Mowbray 1923 aus familiären Gründen von dieser Position zurück, kehrte dauerhaft an die Westküste zurück und wurde zum außerordentlichen Professor für Versicherungswesen an der Fakultät für Wirtschaftswissenschaften der University of California ernannt. 1926 erlangte er die volle Professorenwürde, eine Position, die er bis zu seinem Tod innehatte. Von 1928 bis 1934 war er Vorsitzender der Fakultät.
Während seiner Zeit an der Universität war Mowbray voll verantwortlich für die Lehre des Fachs Versicherung, gleichzeitig ermöglichten ihm sein Urteilsvermögen und seine Erfahrung, dass er einer großen Anzahl von städtischen, staatlichen und nationalen Organisationen als Berater zur Verfügung stehen konnte. In dieser Eigenschaft beriet er die staatlichen Industriekommissionen in Idaho, Utah, Colorado und Arizona. Er erstellte 1928 ein Gutachten für einen Pensionsfonds der Feuerwehrleute und Polizisten in Berkeley, machte 1930 einen Vorschlag für ein Ruhestandssystem für die Angestellten der Stadt Palo Alto, sowie 1934 für die der Stadt San Francisco. Ein weiteres Gutachten erstellte er 1943 für den Staat Kalifornien zu einer Neuregelung des Ruhestandssystems für Lehrer.
Er war beratender Aktuar im Vorfeld der Einrichtung des staatlichen Ruhestandssystems für Angestellte des Staates Kalifornien im Jahr 1931 und er entwarf das noch heute durchgeführte Ruhestandssystem der University of California für deren Fakultätspersonal. Er war Mitglied des beratenden Gremiums der Sozialversicherungsbehörde in Washington, D.C. und arbeitete 1938 am Entwurf des Abschlussberichts dieses Gremiums mit. Fast während seiner gesamten Zeit an der Universität war er beratender Aktuar und Hauptberater für das State Department of Insurance.
Mowbray hatte ein umfassendes Wissen auf dem Gebiet der Versicherungen. Dies zeigt sich insbesondere in seinem Buch Insurance: Its Theory and Practice in the United States, was seit der Erstauflage 1930 in zahlreichen Neuauflagen erschien, an über 60 Universitäten als Lehrmaterial zugelassen wurde und als Grundlage zahlreicher Veröffentlichungen über das Versicherungswesen diente. Er war auch ein anerkannter Experte auf speziellen Fachgebieten, wie der Entschädigung von Arbeitern und Unfallversicherungen. Seine langjährigen Bemühungen führten letztendlich dazu, dass die Entschädigungszahlungen in der Industrie auf eine solide mathematische Grundlage gestellt werden konnten, ähnlich wie es z. B. bei Lebensversicherungen üblich ist, und dies wird als sein Verdienst anerkannt. Daneben befasste er sich auch in geringerem Umfang mit Feuerversicherung und obligatorischer Kfz-Haftpflichtversicherung.
Er starb am 7. Januar 1949 in Berkeley an einem Herzinfarkt.

## Mitgliedschaften und Ämter
- Actuarial Society of America, ab 1905 Associate, ab 1910 Fellow
- American Statistical Association, Fellow 1917[4]
- Casualty Actuarial Society, Vizepräsident 1914–1915, Präsident 1920, 1921[5]
- University of California, Department of Economics, Vorsitzender 1928–1934

## Ehrungen
- 1973 – Insurance Hall of Fame Laureate[6]

## Publikationen
- The state insurance fund of Utah. Arrow Press, Salt Lake City 1925.
- Insurance: Its Theory and Practice in the United States. McGraw-Hill, New York 1930.
- Teacher’s manual for insurance. McGraw-Hill, New York 4. Aufl. 1956.